# 橋本真也
橋本 真也（はしもと しんや、1965年7月3日 - 2005年7月11日）は、日本の男性プロレスラー。岐阜県土岐市出身。血液型AB型。

## 来歴

### 新日本プロレスに入門
中学時代に父が失踪し、母子家庭で育つが中京商業高等学校在学時に母を亡くした。両親とは縁が薄く、養育したのは実質的に祖母であった。学生時代に柔道を始めたが、両親との縁が薄く家族や仲間の温かみを求めていたことと、柔道の先生から父性の厳しさを教えられたことが、その後も橋本の人格形成に影響を与えたという分析もある。アントニオ猪木に憧れるようになり、1984年（昭和59年）4月に新日本プロレスに入門。同期は武藤敬司、蝶野正洋、船木優治、野上彰。入門初日に後に闘魂三銃士のユニットを組む蝶野と洗濯機の順番を巡って乱闘を起こした。1984年（昭和59年）9月1日、東京都練馬区田柄5丁目にあった多目的運動場「南部球場」特設リングでの後藤達俊戦でデビュー。憧れの先輩である前田日明を真似たニール・キックやスープレックスを若手時代から用い前座戦線で活躍した。当時旗揚げしたばかりのUWFへの入団を高田伸彦から誘われたこともあった。
1987年（昭和62年）、第3回ヤングライオン杯での準優勝後に海外修行に出立。カナダのカルガリー地区（ハート・ファミリー主宰のスタンピード・レスリング）にてモンゴル人ギミックのヒール「ハシフ・カーン（Hashif Khan）」として試合を行ったが、対戦相手を負傷させたりしたために試合を干されることもあった。完全に干されたきっかけとなったのは、ファンの女の子にサインを求められたときに女性器を描き、それを見た親が泣いて激怒しプロモーターに訴えられたためだと言われている。スタンピード・レスリングでは、オーエン・ハート、マイク・カーシュナー、フィル・ラフルール、ジェリー・モロー、ブライアン・ピルマン、ミスター・ヒト、ジェイソン・ザ・テリブル、レオ・バーク、スティーブ・ブラックマンなどと対戦した。
1988年（昭和63年）7月29日、「サマー・ファイト・シリーズ」有明コロシアム大会に出場するため急遽帰国。武藤&蝶野とのトリオで、藤波辰巳&木村健吾&越中詩郎組と6人タッグマッチで対戦。結果は反則勝ちだったがトップ選手相手に暴れまわりファンに強烈な印象を与え、レスラーの大量離脱などで暗い話題が多かった当時の新日本プロレスに新時代を呼び込むきっかけを作る。
同年11月11日に開幕した「'88ジャパンカップ・イリミネーション・リーグ戦」には藤波&蝶野とのトリオで出場。12月7日、大阪府立体育会館で決勝戦が行われ、猪木&長州力&星野勘太郎組と対戦。準優勝に終わる。
1989年（平成元年）1月よりアメリカ合衆国・テネシー州メンフィスのCWAに「ショーグン・マサムネ（Shogun Masamune）」のリングネームで参戦。トージョー・ヤマモトをマネージャーに迎え、サムライ・シンジこと笹崎伸司とヒールの日本人タッグチーム「ショーグン&サムライ（The Shogun & The Samurai）」を結成。エースのジェリー・ローラーをはじめ、ビル・ダンディー、オースチン・アイドル、トレイシー・スマザーズ、ブレイク前のスコット・スタイナーやジェフ・ジャレット、ロード・ヒューマンガスとも対戦した。
同年4月24日、新日本プロレスの初の東京ドーム興行「'89格闘衛星☆闘強導夢」に出場。IWGPヘビー級王座決定トーナメントの1回戦で長州力と対戦し首固めで勝利。準決勝でソビエト連邦初のプロレスラー集団「レッドブル軍団」のビクトル・ザンギエフを足4の字固めで下す。決勝戦でビッグバン・ベイダーと対戦するが、ラリアット2連発で敗退。試合後に脳震盪を起こし担架で運ばれた。
7月28日、埼玉・戸田市スポーツセンターでウラジミール・ベルコビッチを相手に帰国第一戦を行う。「'89格闘衛星 日米ソ3国対抗戦シリーズII」から日本に定着した。8月の「'89格闘衛星 日米ソ3国対抗戦シリーズII」では、ベイダーやサルマン・ハシミコフら米ソのトップ選手と特別試合を組まれるが、いずれも敗退。9月20日、「ブラディ・ファイト・シリーズ」大阪城ホール大会で、長州&飯塚孝之が保持するIWGPタッグ王座にマサ斎藤と組んで挑戦。18分52秒、橋本が飯塚をフォールして第11代IWGPタッグ王者となる。
翌9月21日、横浜文化体育館でベイダーのIWGPヘビー級王座に挑戦。タイトルマッチながらノーTVで行われたこの試合はベイダーの一方的ペースで進み、10分8秒にビックバン・クラッシュで敗退。リングサイドでこの試合を観戦していた猪木は試合後、橋本を厳しい表情で叱咤しビンタで喝を入れた。
10月13日、「闘魂シリーズ」開幕戦の後楽園ホール大会において、マサ斎藤と組んで蝶野&長州と対戦。蝶野の凱旋帰国試合だったが、開始のゴングが鳴る前から蝶野と橋本が激しくぶつかり合い、蝶野の額から予想外の大流血。傷の手当を終えリングに戻った蝶野が大暴走して喧嘩試合となり、2分39秒橋本組の反則勝ち。試合内容に納得がいかないファンが苛立ちを見せ会場は暴動寸前となった。
11月3日、後楽園ホールで行われた「闘魂シリーズ」最終戦でベイダーとシングルマッチで対決。肉弾戦の末、リングアウト勝ちながらベイダーに初勝利し、近い将来、天下取りを期待される若武者としてファンの支持を得る。
12月6日、大阪府立体育館で行われた「'89ワールドカップ争奪リーグ戦」決勝トーナメント準決勝で、トップ外国人の一角のスティーブ・ウィリアムスと対戦しリングアウト勝ちを収める。翌12月7日、両国国技館で行われたワールドカップ争奪リーグ戦決勝トーナメント優勝戦で長州と対戦。長州は同世代のレスラーの藤波や木村の得意技である稲妻レッグラリアットやドラゴンスリーパーを繰り出して橋本に勝利したが、橋本のミドルキックを受け続けた長州の右腕は腫れ上がって動かすことができず、試合後の橋本の握手に応じられないほどであった。
1990年2月10日、「'90スーパーファイト in 闘強導夢」のメインイベントで蝶野とタッグを組み、猪木&坂口征二と対戦。試合直前のインタビューで「時は来た!」と名言を残す。試合は蝶野が猪木の延髄斬りに敗れた。
4月13日、東京ドームで行われたWWF、全日本プロレス、新日本プロレスの3団体合同興行「日米レスリング・サミット」に出場。斎藤とのコンビで長州&蝶野を相手にIWGPタッグ王座防衛戦を行い、3度目の防衛に成功した。
4月27日、「新闘強STATION BAY N.K.」で、凱旋帰国となる武藤敬司と蝶野のコンビを相手にIWGPタッグ王座の防衛戦を行うが、マサ斎藤が武藤のラウンディング・ボディ・プレスで敗れ王座から転落する。

### 闘魂三銃士結成
海外修行から帰国後、闘魂三銃士として武藤や蝶野と共に売り出されることになり、対戦相手をリング上で叩き潰す姿から「破壊王」の異名を持つこととなった。また古舘伊知郎からは「戦う渡辺徹」の異名をもらっている。「破壊王」ほど定着しなかったが、橋本はこのニックネームを気に入っていたという。
この時期の橋本はベイダー、スコット・ノートン、トニー・ホームといった巨漢外国人レスラーの得意技を正面で受け、好勝負を展開していた。橋本は日本人レスラーとしては稀なスーパーヘビー級であるが、この階級のレスラーが得意技にすることが多いラリアットやパワーボムをほとんど使用せず、あんこ型でありながらキック主体というスタイルだった。
1993年（平成5年）、橋本は前年にIWGPヘビー級王座を獲得したグレート・ムタやG1 CLIMAX2連覇を果たした蝶野と比べ停滞気味であったが、WARの天龍源一郎と2度のシングルマッチを経て勢いを付けると、9月20日にはそのムタを破り、第14代IWGPヘビー級王者となった。その後、藤波に敗れてIWGPヘビー級王座を一度は手放すものの、直後の5月1日福岡ドームのメインイベントで藤波を破って王者に返り咲いた。これ以降、1年後の1995年（平成7年）5月3日福岡ドームで武藤に敗れるまで9度の当時連続防衛記録を達成した。その年の活躍が認められ、「プロレス大賞MVP」を獲得した。

### ミスターIWGPとして君臨
1996年（平成8年）4月29日東京ドーム、この年の1月4日に武藤に勝利してIWGPヘビー級王座を奪取したUWFインターナショナル（Uインター）の総大将でもある高田延彦と対戦し、垂直落下式DDTからの三角絞めで勝利した。なお、前年から抗争が勃発していたUインターのリングにも参戦した。
1997年（平成9年）8月31日、この年のG1 CLIMAX優勝者である佐々木健介に敗れ、IWGPヘビー級王座を奪われて以降は橋本がIWGPヘビー級王座に着くことはなかったが、通算20度の防衛を果たした。
新日本プロレス時代の橋本は、後述するように数々のタイトルを獲得したもののその一方でG1 CLIMAXのタイトルだけはなかなか手中に収めることができず、いつしか鬼門といわれるようになった。しかし、1998年（平成10年）に藤波、健介、蝶野といった歴代のG1ホルダーを撃破して勝ち上がってきた山崎一夫を破り、念願のG1 CLIMAX優勝を果たした。

### 小川直也との抗争
元柔道家の小川直也と何度も抗争を繰り広げ、1997年（平成9年）4月の初戦（小川のプロレスデビュー戦）は敗れたが、翌月には小川を失神KOで下しリベンジを果たした。1999年（平成11年）1月4日、東京ドーム大会における3度目の戦いでは、橋本は小川にほとんど手も足も出ず事実上の敗北を喫した（結果は無効試合）。試合後、両選手のセコンド同士による乱闘騒ぎも発生した。橋本は試合後の記者会見で「初めにいいの一発もらっちまったが（橋本は小川のパンチで鼻骨を骨折）、（小川は）目がイっていた」と、小川陣営が興奮剤などを使っていたと匂わせるコメントをした。当時全日本プロレスの三沢光晴が全日本プロレス中継内で、「あれじゃいくら何でもプロレスラーが弱くみられる。もっとプロレスラーは強いんだぞってところを見せてもらわないと困る」とコメントし、小川のセコンドについていた佐山聡も「セメントマッチ」であったと語っている。小川はSTOという大外刈りをアレンジした受け身の取りづらい技を編み出しており、橋本はその対策が急務であった。
10月にも小川に敗れ、2000年（平成12年）4月7日東京ドームで行われた5戦目は「負けたら引退」を公約し、試合に臨んだ。橋本もSTO封じを習得し、ダウン中の小川にジャンピング・エルボーを仕掛けた際には小川の腕を脱臼させるなど勝利に近づいたものの、その後の関節技で小川の脱臼が偶然にも嵌ってしまい、両腕が自由になった小川のSTO連発を受けて大敗を喫した。その後の公約通り、橋本は新日本に辞表を提出した。橋本はダウンカウントを取られている際には、STOの衝撃により目の焦点が合っておらず「もうダメだ」とも発言しているような動きが見られ、実況の辻よしなりも「立ってくれ橋本!」と絶叫した。
3度目の戦いは結果として社会的注目を浴び、1999年10月に行われた4戦目と「負けたら引退」を公約した5戦目の試合結果は、その日の『ニュースステーション』のスポーツコーナーでも伝えられた。

### 新日本プロレス解雇 - プロレスリングZERO-ONE旗揚げ

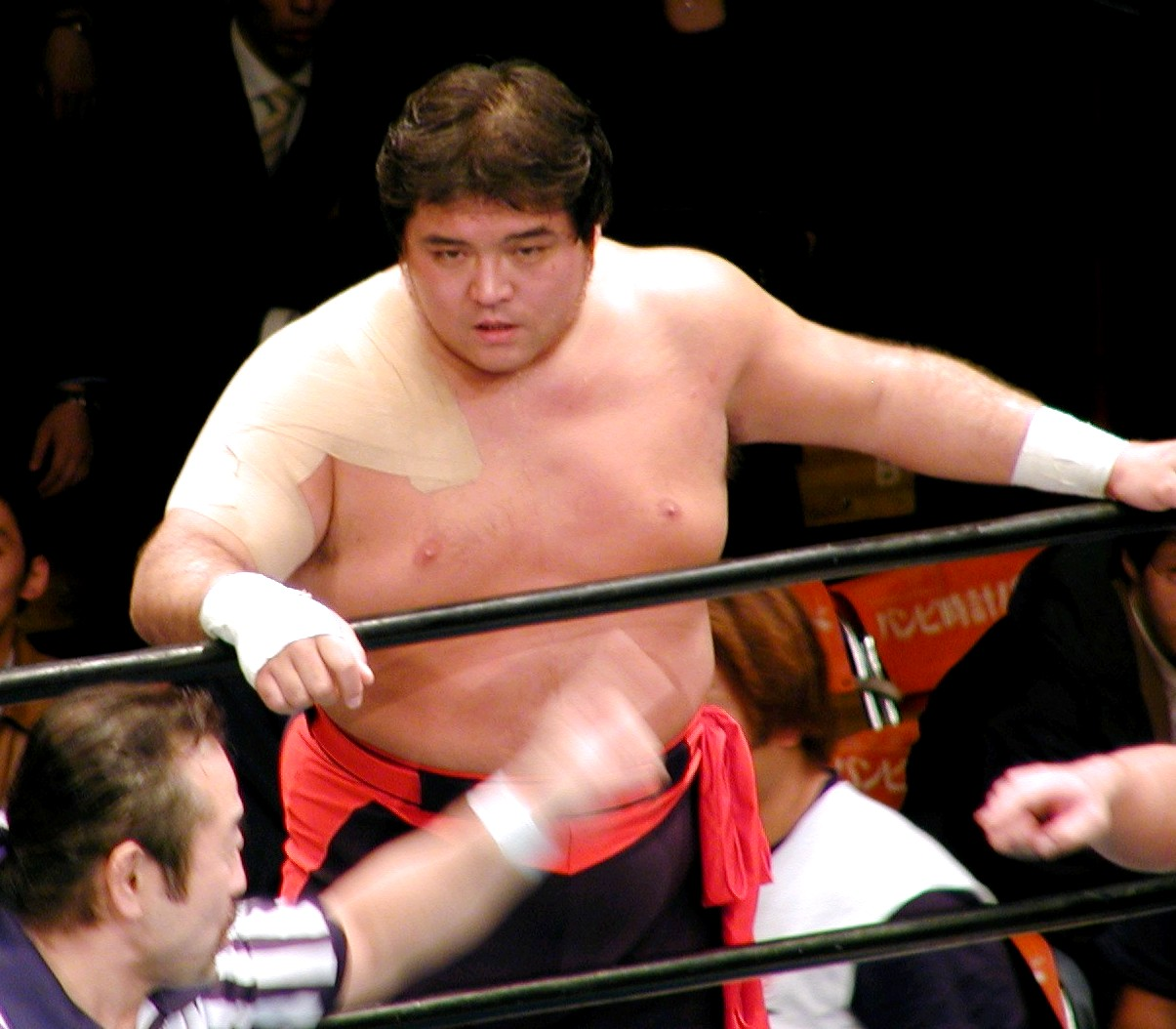
プロレスリングZERO-ONE時代の橋本真也。

2000年（平成12年）8月23日、橋本は熱心なファンの折り鶴兄弟から送られた復帰を願う百万羽の折り鶴をきっかけに引退撤回を表明した。これについてはテレビ朝日のスポーツ番組『スポコン!』が特集を組んだ。10月9日東京ドームで藤波と復帰戦を行い、その直後に新日本内に別組織「新日本プロレスリングZERO」を作ろうとしたが、長州らの反対にあった。その結果、橋本は11月13日付で新日本を解雇されたため、直後にZERO-ONEを設立し完全独立した。12月23日にはプロレスリング・ノアに参戦（対戦相手は大森隆男）、同年の大晦日にはINOKI BOM-BA-YE 2000に参戦（対戦相手はゲーリー・グッドリッジ）。その後、ZERO-ONEには橋本の理想に賛同した新日時代の後輩でもある大谷晋二郎と高岩竜一が合流した。
2001年（平成13年）3月2日、橋本は両国国技館にて「破壊なくして創造はなし、悪しき古きが滅せねば誕生もなし、時代を開く勇者たれ!」との理念を掲げ、旗揚げの挨拶を行った。メインイベントの試合で橋本は新日本の永田裕志と組んでノアの三沢&秋山準と対戦したものの、試合は19分10秒、三沢のジャーマン・スープレックス・ホールドで橋本がまさかのフォール負けを喫した。他にも、大谷が村上一成にKO負けし、高岩はアレクサンダー大塚と組んで大森&高山善廣に敗退するなど、初陣のZERO-ONE勢は全敗であった。メインイベントである橋本の試合後には、ノア勢に小川、藤田和之らも入り乱れての大乱闘に発展し、プロレス界に大波乱を巻き起こした。この時小川は三沢にマイクで「今度は三沢だからな！」と次期対戦をマイクでアピールし、三沢も珍しく「やってやるよ」とマイクで応戦している。後にこの後、小川とは和解してZERO-ONEにて共闘し「OH砲」として人気を得た。

### 三冠ヘビー級王座奪取、長州との決戦 - ハッスル・キング
2003年（平成15年）になると、橋本はZERO-ONE勢を率いて武藤率いる全日本プロレスに乗り込み、全面抗争が勃発。頂上決戦となったグレート・ムタとの三冠ヘビー級選手権に勝利した。5月2日には後楽園ホールでは最多記録となる2,300人の観衆を集めて小川と組み武藤&小島聡に勝利したが試合後に川田利明が乱入し、そして7月、橋本&小川VS武藤&川田のタッグマッチにおいて、試合中に川田のキックをチョップで迎撃した時に右肩を脱臼し、勝利したもののこの時の脱臼がきっかけで橋本も三冠ベルトを返上した。
11月、長州へ東京スポーツ紙上で口撃を行い、その後コラコラ問答を経て長州軍との抗争に突入する。同年12月団体戦、2004年（平成16年）2月にはシングルで長州と激突し、勝利した。
2004年（平成16年）2月、三冠ヘビー級王者になった川田から3度目の防衛相手に指名され挑戦するも、前年の肩の怪我がきっかけで敗れた（セコンドからタオル投入）。なお、橋本のいわゆるプロレス四天王とのシングルマッチはこの川田戦のみであった。その直後、2人はハッスル軍としてタッグを組んだ。
2004年（平成16年）からハッスルに参戦。小川から「ハッスル・キング」と命名され、高田総統から「ポーク」と揶揄された。

### プロレスリングZERO-ONE崩壊、闘病 - 最期
2004年8月31日、岩手県営体育館にて大谷&大森に敗れ、藤原喜明と組んで保持していたNWAインターコンチネンタルタッグ王座から陥落。この試合を最後に故障などがあって長期欠場に入るが、この後に団体の経営方針等、諸問題の積み重ねから団体内部との確執が生まれ、11月25日にZERO-ONE崩壊を宣言し、負債は全て橋本が自ら被ることで決着がついた。
1人でフリーの道を歩むことなった橋本は、長い間治療せず放置していた右肩を手術しリハビリをしながらリングへの復帰を目指していた。ところが2005年（平成17年）7月11日午前8時頃、横浜市内の滞在先において脳幹出血を発症し救急搬送された。午前10時36分に搬送先の横浜市立大学附属市民総合医療センターで橋本の死亡が確認された。40歳没。睡眠時無呼吸症候群も遠因であったと推測されている。
7月16日に行われた橋本の葬儀には、武藤・蝶野・小川ら団体の垣根を越えて大勢のレスラー、各界著名人、一般ファン等1万人以上が参列した。特に闘魂三銃士の絆を持つ武藤と蝶野が受けた衝撃は最も大きく、武藤が葬儀場の階段に座り込んだまま立ち上がれなくなったり、蝶野が人目をはばからず涙に暮れるなどした。棺が霊柩車に運ばれた際、友人でもあるKBCアナウンサーの高島宗一郎（当時、現福岡市長）の涙声の絶叫に続き、出棺時に橋本の入場曲でもある『爆勝宣言』が流され、参列者から投げられた数千本もの赤い紙テープと「ハッシモト」コールの大声援に包まれて送り出され、橋本の遺体は久保山斎場で火葬された。旧ZERO-ONEで橋本と苦楽を共にした大谷も棺桶を担ぐ役から外されていたことを無念に感じ、葬儀場の出入り口付近で悔しさを噛み殺していたという。戒名は「天武真優居士（てんぶしんゆうこじ）」であった。
2005年7月19日放送のテレビ朝日のバラエティ番組『ロンドンハーツ』が、橋本の生涯最後のテレビ番組出演だった。（後述のエピソードを参照。）
2006年（平成18年）、『力道山』（日韓合同制作）が日本で上映された。橋本は生前、東浪役で出演していてこれが橋本の遺作となった。
2008年（平成20年）3月2日、橋本の功績を称え2代目IWGPヘビー級ベルトが中邑真輔から橋本家に贈呈された。
2011年（平成23年）7月11日、七回忌という節目を機に公式の七回忌追悼オリジナル写真集『永遠の破壊王』が発売された。
2015年（平成27年）7月13日、十回忌という節目で新日本プロレス主催で後楽園ホールで「橋本真也復活祭」を開催、所縁のレスラーが集結した。メインイベントでは、橋本の息子の橋本大地と永田のシングルマッチが組まれた。

## 得意技

### フィニッシュ・ホールド
垂直落下式DDT
ブレーンバスターのような体勢で繰り出すDDT。垂直落下式ブレーンバスターと混同されやすいが、橋本のこの技はゆっくりと持ち上げて頭からリングに叩きつける技でありステップもブレーンバスターではなくDDTのステップである。それは、自然重力落下よりも（ブレーンバスターの中にも、下方に加速を付加するバリエーションもあるが、先のステップも含め）、技をかける側が意図的にマット上（下方）へ加速する着地に近いことでわかる。橋本自身の体重・低重心もあいまって、数あるプロレス技の中でも指折りの強力な技となっている。それを食らう選手、見ている観客に与えるインパクトも大きい。山崎一夫にいたっては危険な角度で頭から落ちていった。橋本は最後まで首へのロックを外さないため受け身の取りようが無く、技を喰らった選手は失神したり記憶が飛んでしまうという。天山広吉は垂直落下式DDTについて「あれは反則だろ」と語っている。
フィッシャーマンDDT
垂直落下式のフィッシャーマン・バスター。同時期に獣神サンダー・ライガーが、フィッシャーマン・バスターを使用し始めたためか、橋本は使用しなくなった幻の技といえる。
ジャンピングDDT
首を抱えたまま飛び上がってマットに突き刺すスピードと落差の大きいDDT。さらに自らロープに飛んで勢いをつけ、そのまま相手に飛びつきながらDDTに移行することで更なる落差と破壊力を生み出す入り方もある。新日本時代前期の橋本はこの“飛びつき式”をフィニッシュ技として使用していたが、後に垂直落下式DDTを開発してからは使用頻度が減っていった。
リバースDDT
バックを取った状態からDDTを仕掛ける技。通常のDDTとは違い、相手は首を固定されたまま後頭部をマットに叩きつけられることになるため受け身が取りにくくダメージも大きい。

### 打撃技
各種キック
スーパーヘビー級のウェイトを乗せて繰り出されるキックは非常に強烈で、橋本も「爆殺シューター」との異名を取るほどの威力を誇った。佐藤塾での空手の経験も手伝い、キックは若手時代からの得意技で、レガースを着けないため、さらに威力が増し武藤や蝶野に嫌がられていた。空手ベースの独自アレンジのキックであり、練習中もサンドバッグ相手にいつも生身でキックの練習をしており、橋本のスネは鉄のように硬かったという。獣神サンダー・ライガーは現役時代の全試合中、頭突きや受け身の取りづらいイレギュラーな投げ技以外で、橋本のキックを一番痛い技として語っている。
ミドルキック
橋本が最も多用するキック。相手の胸板へ数発叩き込んで仰け反らせ、タメを作ってさらに強力なキックで相手を吹き飛ばす一連の流れはプロレス的な説得力に溢れている。フジテレビの取材時、計測器を体中に着けた若手時代の小島聡が橋本の全力ミドルキックを喰らったところ、100Gまで対応している計測器が振り切れてしまい、推定で瞬間的に180Gの威力が計測された。これは「100km/h以上の自動車が壁に正面衝突した際のドライバーが受ける衝撃」の約3倍程度であるという。橋本自身に檄を飛ばされ、相当な気合を入れて臨んだ小島もこの一撃で半失神状態となり倒れこんでしまった。インタビューの際、一般人に対しては「一撃であばら骨を全部折る自信がある」と語っている。天山広吉はライガーのYouTubeチャンネル内にて「二度と受けたくない」と語っている。また、NOAHに参戦した際に初めて橋本のミドルキック連発を受けた大森隆男は、あまりの威力にしばらくの間リング上に大の字になって起き上がることが出来なくなってしまった。
ローキック
ミドルキックと同様に威力が高く、相手の足にダメージを与え試合のペースを握る。猪木はそのローキックを受けた衝撃で体ごと1回転してしまい、「相当効いていた」と後に語っている。テレビ番組の企画にて、ゲームセンター等にあるキックマシーンで本気のローキックを放った際、計測不能のエラー表示になったこともある。
フライング・ニール・キック （爆殺ニールレッグラリアット）
胴回し回転蹴りの一種。前田日明がUWFスタイルを標榜して使用しなくなったことから、橋本の代名詞の一つとなった技。主に自らロープに飛んで勢いをつけ、相手の首や顔面めがけて繰り出される。初のテレビマッチ（6人タッグ）でも披露したが、パートナーが抱え上げた相手に仕掛けようとしてその頭上を越えてしまったこともある。ハシフ・カーン時代のフィニッシュ技。獣神サンダー・ライガーが受けた際は、リングのほぼ中心から場外まで吹き飛んでしまった。また、ライガーは自身のYoutubeチャンネルにて「キックがどこに飛んでくるのか全く分からないため非常に怖かった」と語っている。
水面蹴り
身体を沈み込ませ地を這うように回転しながら相手に脚払いをかける。相手が技を仕掛けてきたのをかわしてカウンターで見舞うことも多く、この技でたびたび形勢を逆転してきた。ボクサーのトニー・ホームに敗戦した後、リベンジマッチのために「ボクサーのパンチの届かない低い位置からボクサーの弱点である脚を攻める」ために習得。中国での修行で会得したと橋本は語っている。この時の様子は闘魂三銃士自叙伝集「烈闘生」に記述がある。
袈裟斬りチョップ
キックに次いで使用頻度の高い技で、相手の胸から肩口にめがけて繰り出され非常に強力。実況ではよく「ナタを振り下ろすような」と形容された。
燕返し
バックハンドブローの体勢で繰り出す横回転式逆水平チョップ。小川との2度目の対戦に備えて開発された。
地獄突き
若手時代からのあだ名がブッチャーだったが、それを意識して使っていたかは不明。
ジャンピング・エルボー・ドロップ
雄叫びを上げながら大きくジャンプして繰り出す。コーナー上からうつ伏せに倒れる長州の後頭部に決め3カウントを奪ったこともある。
（一時的な）引退試合となった小川戦でもうつ伏せの状態の小川に決め、衝撃で小川の腕を脱臼させている。
なお、新日本出身の選手はエルボー・ドロップの名手が多いが、対して全日本の選手はスタンド式のエルボースマッシュを得意とする選手が多いのも特筆すべき点。
ダイビング・エルボー・ドロップ
ダイビング・フット・スタンプ
主にタッグマッチで使用。

### 投げ技
スロイダー
相手の片腕をホールドした状態で相手の胴を両腕で抱えて投げるフロントスープレックスの派生技。若手時代に前田日明に憧れ使っていたが、投げ方が下手で技を受けた選手が負傷し欠場に追い込まれたこともあった。
ブレーンバスター
雪崩式ブレーンバスター
バックドロップ
ジャーマンスープレックス
DDT
相手の首を抱え込んで固定し、後方へ倒れこみながら脳天をマットに突き刺す技。橋本の代名詞と言える技である。武藤は橋本のDDTについて、「首をガッチリと抱え込まれ最後までロックを外さないので、ダメージが大きい」と語っている。

### 関節技
橋本には代名詞といえる関節技がほとんどないが、マサ斎藤も「橋本は関節技も上手い」と評しており、十字固めやアキレス腱固めなど一般的な関節技をほぼマスターしていた。
三角絞め
相手の肩と首を両脚で挟み込んで絞め上げる技、後三角絞。橋本の場合は技の入り方がやや独特である。UWFインターとの対抗戦でよく使われた技。
肩固め
柔道技の応用。
腹固め
うつ伏せになった相手の背中に乗り両脚で腕を極める技。柔道の腕挫脚固。相手がタックルに来た時にそれを切って繰り出していた。橋本のグラウンドテクニックがよくわかる技である。主に試合序盤に出していたが、スコット・ノートンとのIWGP戦でこの技でキブアップを奪ったこともある（当時は逆肩固めと表記された）。
腕ひしぎ逆十字固め
裏十字固め
腕ひしぎ逆十字固めの逆バージョン（かけられている側がうつぶせ）。1994年、G1クライマックス・スペシャルのタイトルマッチ（IWGPヘビー級）においてヒール転向してまもない挑戦者・蝶野からギブアップを奪い王座防衛に成功。
アキレス腱固め

### 合体技
オレごと刈れ
小川との合体技。橋本が後ろから相手をつかんでジャーマン・スープレックス、あるいはバックドロップを仕掛けると同時に小川が橋本ごとSTOを仕掛けるも、橋本自身にもダメージを与える「両刃の剣」である。初めて披露された際の、橋本が小川を呼び込む叫びがそのまま技の名前として定着した。
刈龍怒（かりゅうど）
小川との合体技。橋本が水面蹴り、小川がSTOを仕掛ける。2人の得意技を使った強力な技。

## エピソード

### 師匠であるアントニオ猪木
中学時代に猪木対ウィリー・ウィリアムス戦を見て猪木の魅力にひかれ、その卒業文集には「尊敬する人 アントニオ猪木」と書くほど猪木に心酔した。やがて新日本に入門した橋本は猪木の闘魂哲学を徹底的に叩き込まれ、試合用ガウンには「闘魂伝承」の文言を入れるほど猪木イズムの伝承者として活躍する。IWGP王座を通算20回防衛するなど1990年代の新日本を名実共に引っ張る大スターへと成長した。

### 旅館破壊事件
1992年、アサヒ芸能に、橋本が遠征の宿泊先（熊本県湯の児温泉の旅館）で酒の勢いでレスラー同士が取っ組み合いになったことを紹介するインタビュー記事が掲載。実際には大勢のレスラーが加わっていたにもかかわらず「橋本が旅館を一軒破壊した」という見出しとなった。その後、関係者が折に触れ事件を話し出したことから、新日本プロレスとUWFによる「旅館破壊事件」として知られることとなった。しかし蝶野・船木の対談によると、当日その場にいた二人は橋本を見ておらず他レスラーの話題にも出ていなことなどからしてそもそも破壊事件には参加していないとする説がある。同記事では旅館とは別に、名古屋の居酒屋「養老乃瀧」を破壊していることにも触れているが、こちらは広まることはなかった。

### 小川直也との抗争
1997年（平成9年）、元柔道世界王者でバルセロナオリンピック銀メダリストの小川がプロ格闘家として猪木に弟子入りしたことで、2人の師弟関係に亀裂が入った。小川のデビュー戦の相手を務めた橋本だったが裸絞めでKO負けを喫すると言う番狂わせが起きた。1か月後に橋本はリベンジを果たしたが、1999年（平成11年）1月4日の3度目の対戦では、プロレスルールを無視した小川の突然の暴走ファイトに橋本もなす術なく試合は無効試合となったが、ノックアウトされ事実上の敗北だった。試合後の会見で橋本は、「絶対許さない」、「何がアントニオ猪木だ！」と黒幕・猪木への怒りを表した。同年10月、4度目の対戦が行われるが、ここでも小川に敗れた。
2000年（平成12年）4月の5度目の対戦でも、小川は橋本を破った。だが、この試合に引退を賭け、男の生き様を見せ付けた橋本に猪木は、「引退は早い」と歩み寄りを見せるようになった。橋本はファンの後押しを受け同年10月に引退を撤回して復帰する。翌2001年（平成13年）にZERO-ONEを旗揚げした橋本に猪木は、「馬鹿になれ!」のメッセージを送り、最大の理解者として橋本の行動を陰で支え、合わせるように小川も橋本と和解し以降2人で「OH砲」としてタッグを組むようになった。
ところが2000年（平成12年）6月、当時PRIDEに参戦していたマーク・ケアーの「ZERO-ONE真撃」への参戦問題に端を発し、橋本と猪木は再び袂を分かった。
小川との一連の抗争引退劇があったためか、この年に橋本の母校の中京高等学校が甲子園出場を決めたが出場校紹介のOB欄に橋本の名前が記載された
2005年（平成17年）、橋本が脳幹出血のため40歳の若さで死去した。猪木は橋本を赤シャツで追悼し、一部に物議となった。
なお、橋本も2005年（平成17年）のプロレスゲームのインタビューで「尊敬するレスラーは?」との質問に「アントニオ猪木」と即答している。

### 対全日四天王
橋本が新日本在籍時代、夢のカードとして当時全日本プロレスの三沢との「ミスターIWGP vs ミスター三冠」対決や、川田との「キック対決」を望んでいた。だが、橋本自身は全日本で一番戦いたい相手として雑誌やトークショーで常々小橋建太の名を挙げていた。三沢とはZERO-ONE旗揚げ後タッグで対戦し、川田とはタッグ、三冠をかけて対戦し、ハッスルではタッグを組むほど絡んでいたが、小橋、田上明との対戦は叶わなかった。

### 人物
- 橋本は型破りな人柄で、風変わりな言動も少なからずあった。橋本の関係者が橋本を語る際には、常識外れのハチャメチャな言動をする人間を指すプロレス用語「トンパチ」（トンボにハチマキの意味）が用いられることが多い（新日のトンパチ伝説は「ドン荒川」→「前田日明」→「後藤達俊」→「橋本真也」へと受け継がれていく）。
- 坂口征二の付き人時代、坂口の持つ高価な水虫の薬の瓶を割る、坂口が自分用に購入した高価な栄養剤を飲んでしまう、興行収益の入ったアタッシュケースを旅館に忘れる、それを外で開いて札束を風でばらまいてしまう等、大きなミスを連発したため野上彰が「付き人の付き人」として橋本に付いた。
- 若手時代、アントニオ猪木対アブドーラ・ザ・ブッチャーのシングルマッチのセコンドについていた際、ブッチャーの度重なる反則攻撃に激怒し、猪木を救うべく、場外に出たブッチャーにキックを見舞ったことがある（勝俣州和に語ったエピソードより）。「エース級レスラーの試合に、アドリブで格下の新人が加わる」という重大なタブーを犯したため、橋本はしばらく試合から干されてしまった[注釈 13]。
- ジャパンプロレス分裂後の長州軍団新日Uターンの際、出戻りを快く思っていなかった橋本は地方巡業で対戦相手のヒロ斎藤に激しい攻撃を加え負傷させたため、試合後に控室で長州力とマサ斎藤らから「制裁」を受けた[注釈 14]。

- 1990年（平成2年）2月、東京ドーム大会でアントニオ猪木・坂口征二組とのタッグ対決の直前、控え室でピリピリしたムードの中、テレビ朝日の佐々木正洋アナウンサー（当時）が橋本にインタビューを行った。このとき橋本が、「時は来た!」とやや芝居がかった口調で大真面目に言って「それだけだ……」とボソッと付け加えたため、横にいたタッグパートナーの蝶野が思わず吹き出しそうになり、顔を手で押さえごまかした。蝶野は「俺は笑ってない！」と釈明したが、後日「でも控え室は爆笑だったんじゃない？」と、この発言の面白さを認めている。この発言は、橋本が大の時代劇好きでそこから引用したものらしい。この映像は2012年にPlayStation 3のCMに使用された（問いかけのセリフはCM用に変更されている）。また同じ試合の際には猪木が「出る前に負けること考えるバカいるかよ」というセリフを発しているが、こちらは同時期にPlayStation VitaのCMに使用された。こちらはCM用に猪木のセリフも変更されている。
- 猪木以外にもタイガーマスクこと佐山聡にも憧れており、若手時代はタイガーの四次元プロレスの真似ばかりしていたという。元々はジュニアヘビー級のトップを目指していたとのこと。
- バットマンの大ファンでもある。「橋本が自分用のバットマンのコスチュームを特注し、それを着たまま外をねり歩いた」という噂の真相を雑誌のインタビューで尋ねられた際、それが事実であることを橋本本人が認めている。なお着用したバットスーツは「少しきつくてピチピチだった」とのこと。
- 海外遠征時、テネシー州にあるエルヴィス・プレスリーの記念館に行ったことをきっかけにプレスリーのファンになり、その後しばらくプレスリーの様な服を着ていたという。アメリカ出身のレスラーからは「ファット・エルヴィス」というあだ名で呼ばれていた。それ以来、エルヴィス風にもみ上げを伸ばし始めるようになった。
- 小島聡が虫が苦手ということを知り、公園でセミを大量に捕まえて小島の部屋に放った。小島に知られずセミを捕まえて部屋に放つ機会を得るために橋本は演技で小島を怒って用事を言いつけて部屋から出し、小島が戻った時も怒ったふりをして「話をするからお前から部屋に入れ!」と誘導した[20]。
- 空気銃で撃ったスズメを付き人時代の天山広吉に食べさせた。天山はその後体重が10kgも落ち、保健所に電話し「伝染病とかは大丈夫なんでしょうか？」と聞いたという。その他にも、もう一人の付き人である西村修ら、若手レスラーを引き連れて起こした「遊び」は数々の逸話を残し、天山はそれらのイタズラの最大の被害者であった。
- とても料理上手であった。天山に雀を食べさせたエピソードも雀を水に付けて羽根を取り、自ら包丁で捌き、茹で、調理してから天山を騙して食べさせたという。橋本と同じ寮生で仲が良かった獣神サンダー・ライガーの証言によると寮でもその料理は凝っていた。ある日「豆腐を作る」と言い出し、にがりや大豆を買い出しに行き、自ら豆腐を作った。食材にこだわりすぎるあまり、豆腐一丁に1万円ほどかかってしまったが、肝心の味は不味かったという。また、ラーメンなども自分でだしをとる本格派であったという。
- 橋本はイタズラするばかりではなく付き人をよくかわいがり、巡業でも食事を積極的におごり、食後はコンビニで何万円もの買い物をして食べたいものをなんでも食べさせ、体が大きくなるように協力した。また、長州力をからかう替え歌を長州のいないところで一緒に付け人と歌って憂さを晴らした[21]。

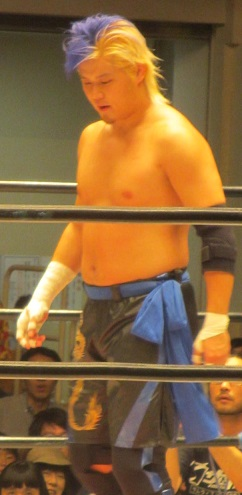
息子の橋本大地。

- 1990年（平成2年）の闘魂三銃士で売り出しかけの頃に中国へ渡り、自らのファイトスタイルであるキックを中心とした武術の修行に行く。その後はその時の影響か、試合前の控え室を出る瞬間やリングに上がる直前に必ず印を結び、気合を入れるポーズを見せていた。
- よくZERO-ONEの時代にマイクで言い放った「こんなので辛いなんてまだ序ノ口だ。“地獄の一丁目”だぞ」は口癖である。
- 2000年（平成12年）4月に試合中の事故で死亡した福田雅一の最期を巡業中だった新日本のレスラーの中で唯一看取った。「最後は脳死状態になっちゃって…。右脳が潰れ、左脳が潰れ、延髄まで至って…。でも脈は動いてて。あいつは血の一滴になるまで戦った」と語り、号泣した。橋本は大の車好きで愛車のメルセデス・ベンツのメンテナンスや手入れを欠かさず、車に付いた少しの傷の放っておかないほどの性格だったが、福田が運転したときにできた傷だけは福田との思い出として消さずに残していた[22]。
- 勝俣州和とはテレビ番組での共演をきっかけに知り合い、1997年4月の小川直也戦で敗れた橋本を勝俣が毎日電話などで励まし続けたことを機に、自ら「バカ兄弟」と名乗るほどの親友になった。年齢は勝俣のほうが橋本より上であるが、勝俣曰く「ドラえもんのジャイアンとスネ夫のようなもので、精神的には橋本のほうが兄だった」という[注釈 15]。
- 生涯最後のバラエティ出演となった『ロンドンハーツ』（2005年6月22日収録、同年7月19日放送）では、長州小力を懲らしめるため橋本に扮した田村淳（ロンドンブーツ1号2号）の呼び込みにより、テーマソング『爆勝宣言』にのって西口プロレスのリングにあがった。放送前に橋本が急逝したため当初番組スタッフは放送中止を検討したが、橋本の遺族と関係者から「（橋本本人が）本日の放送を楽しみにしていた」ということを聞き、橋本本人の供養も兼ねてそのまま放送された。番組の中で橋本から小力に「自分の物真似もやってくれるか？」と問いかけたところ小力は快く応じていたが、橋本の急逝の影響もあってか今日まで公開されておらず、また、それまで行っていた「橋本を捜すネタ」も封印している。
- 蝶野正洋は船木誠勝との対談で「ブッチャー（橋本のあだ名）はみんな頭来てたじゃん。もうズルいことばっかりやるからねぇ」「一緒にいるのが嫌だった」と橋本の自由奔放すぎる人間性には少々辟易していた過去があり、共用の冷蔵庫の飲み物を勝手に飲んでいたことなどを暴露した。船木は自分が初任給で買ったコンポを勝手に使われたことを同時に証言している。蝶野はある時から金や物の貸し借りは橋本とはしないと決め、そのこともあって蝶野は橋本と比較的まともな関係を築き上げることができた[23]。
- ある時橋本は頭に来て長州力をナイフで刺す練習を道場でしていた。蝶野はそんな橋本と2人きりになった時に橋本を説き伏せて事無きを得た[23]。
- ある時環八通りで橋本が車を運転していると同乗者の長州は、前を走る暴走族のバイクが煽り運転しているのに業を煮やし、つい「チンタ（長州ただ1人が使う橋本のあだ名）、轢いちゃえ!」と冗談を言ったが、橋本は本当に4、5台轢いた[24]。
- 貧乏で玩具に恵まれなかった幼少期を過ごしたことから、長男の大地が生まれた後にヒーローのもののグッズを自分で買った際、大地のために買ったものだと思って妻がそれを触ると血相を変えて怒った。後に自分の方に問題があると気付くと、子供用と自分用の2セットを買ってくるようになったという[2]。

## 家族
- 結婚歴が一度あり、妻・かずみとの間に一男二女がいるが、2005年3月に離婚した。前後して冬木弘道（2003年3月死去）の未亡人に好意を抱き不倫関係になったことが理由とされている。その後同棲状態となり、彼女と2005年6月に婚約した[25]。
- かずみには出会って1ヶ月弱でプロポーズ。橋本が中国に長期遠征する際の出発前にいきなりピアスと指輪をプレゼントされたかずみはプロポーズされたと悟るが「もうちょっと冷静になって考えたほうがいいんじゃないの?」とかずみが橋本を諭すと、橋本はその時に自分が吸ってたタバコを手の平で揉み消し、この激しい愛情表現にかずみは結婚を了承した[2]。
  - 私生活では3度の不倫歴がある。1度目はかずみが長男の大地を妊娠していた時で、不倫が発覚するや否や「そうだ!」とあっさり認め、「お前より理想の人に近い」と悪びれもしなかった。2度目の不倫の発覚の際にはかずみに離婚を切り出されたが、この時は鼻水を垂らして泣いて詫びて事無きを得た。だが、その3日後に「だいたいさぁ、人のクルマからそうやって手紙を持って来る、お前が悪いだろう!」とかずみに逆ギレし、かずみはこれに呆れた。3度目の不倫の際にはかずみの堪忍袋の緒が切れ、離婚に至った[2]。
- 息子の橋本大地は、2008年（平成20年）7月13日に開催されたZERO1-MAXの追悼興業で父親の後を継ぎ、プロレスラーを志していることを明かした[26]。2011年（平成23年）3月のZERO1両国大会で、蝶野を相手にデビューを果たした。2016年からは大日本プロレスに所属。

## コスチューム
- そもそもパンタロンをコスチュームとする切っ掛けとなったのは、橋本が中学生の頃に活躍し、後に映画『スパルタンX』では主演のジャッキー・チェンと対戦したマーシャルアーツの元世界王者ベニー・ユキーデへの憧れからだという。
- カルガリーでの海外武者修行以降、基本的には赤の帯とラインの入った黒のパンタロンを使用していたが、1988年（昭和63年）の「88ジャパンカップリーグ戦」では当時の蝶野のような膝までの白のタイツを使用し、1992年（平成4年）1月4日のビル・カズマイヤー戦ではそれまでとは逆に黒の帯とラインの入った赤のパンタロンを使用した。パンタロンの赤のラインは1995年と1996年にマイナーチェンジが施されている。
- 橋本が入場時に巻いていた鉢巻は、1989年（平成元年）4月24日の東京ドームでのベイダーとのIWGP王座決定トーナメント決勝で初めて使用された（マジックで手書きで「神風」と書いてあった）。また、1998年（平成10年）のG1以降短期間独特のマークの入った鉢巻を使用した。この鉢巻は付き人に結んでもらっていたらしく、歴代の付き人で一番結ぶのが上手かったのは藤田和之だったという。
- リングへは鉢巻きを付けて印を結んで上がるというスタイルをとった。

## 入場テーマ曲
爆勝宣言
橋本の入場テーマ曲。象徴する曲で、東京ドームなどでの入場時には必ずと言っていいほど「はっしもと!はっしもと!」と大コールが起こる。
- 爆勝宣言（前奏付きバージョン）
  - ビッグマッチで使用。爆勝宣言の本テーマの前に「福岡ドームのテーマ」を付けたバージョンが流される。出棺の際にも使われた。

- 爆勝宣言（ZERO-ONEバージョン）
  - 前述の前奏付き爆勝宣言の前にARBの「HARD-BOILED CITY」のサビの部分が流れる。

闘魂伝承
1997年（平成9年）1月から短期間使用。対小川との第一戦は、この闘魂伝承で入場シーンを飾ったが闘魂を注入された小川に負けてしまったため、リベンジマッチでは闘魂を捨てて挑む意味を込めて爆勝宣言を復活させた。
1989年のごく短期間ではあるが、映画『フットルース』の劇中歌「ネヴァー」を使用していた。が、会場の反応が悪かったため、すぐに「爆勝宣言」に切り替わった。

## タイトル歴
新日本プロレス
- 第14代・第16代・第19代IWGPヘビー級王座（防衛回数は4回→9回→7回）

闘魂三銃士の中でもダントツの防衛回数を誇り、橋本の戦績を語る上で欠かすことの出来ないものである。第16代王者時代に作った9回の防衛記録は、後に永田に破られるまで最多防衛記録であった。
- 第11代・第26代IWGPタッグ王座（パートナーはマサ斎藤→平田淳嗣）

防衛回数は3回→6回
- 第8回G1 CLIMAX優勝（1998年）
- 第2回・6回SG TAG LEAGUE優勝（1992年、1996年）

パートナーは順に長州力、スコット・ノートン
全日本プロレス
- 第31代三冠ヘビー級王座（防衛2回）
IWGP・三冠ヘビーの2大メジャータイトルを制するのは、ベイダー、天龍源一郎、武藤敬司（グレート・ムタ）、小島聡、佐々木健介、高山善廣、永田裕志に続き8人目である。

NWA
- 第93代NWA世界ヘビー級王座（防衛2回）

プロレスリングZERO-ONE
- 第4代・第10代ZERO1 インターコンチネンタルタッグ王座（パートナーは小川直也→藤原喜明）

防衛回数は1回→3回
また、橋本の生前最後の試合が大谷・大森組の挑戦を受けたこの王座の防衛戦だった（結果は敗北。）。
プロレス大賞
- 1989年度プロレス大賞 殊勲賞
- 1993年度プロレス大賞 敢闘賞
- 1994年度プロレス大賞 最優秀選手賞
- 2005年度プロレス大賞 特別功労賞

## 受賞
- 土岐市スポーツ栄誉賞
- NWA殿堂
- NJPWグレーテストレスラーズ

## 出演

### テレビドラマ
- 藤沢周平の用心棒日月抄 第8話（SP）「待っていた女」（1997年、テレビ朝日） - 富蔵 役
- 新選組血風録 第2話「芹沢鴨、雨の襲撃」（1998年、テレビ朝日） - 天神岳 役
- ウルトラマンガイア 第34話「魂の激突!」（1999年、TBS） - 本人役
- 浅草キッドの「浅草キッド」（2002年、スカイパーフェクTV!）
- 暴れん坊将軍 最終回スペシャル「黄金の島佐渡! 吉宗を狙う美女軍団!? 凶悪、鬼火一族との激闘!!」（2003年、テレビ朝日） - 辰吉 役
- きみはペット（2003年、TBS） - 本人役
- ビー・バップ・ハイスクール（2004年、TBS） - 破壊王ラーメンオーナー役（本人役）

### 映画
- マッスルストーム（1995年）
- マッスルヒート（2002年）
- 首領への道 劇場版 前編（2003年） - 白虎会幹事長 大津峰夫 役
- あゝ!一軒家プロレス（2004年）- 獅子王耕太 役
- 魁!!クロマティ高校（2005年） - 本人 役
- 力道山（2006年） - 東浪 役

### Vシネマ
- 兇悪の牙（1991年）
- 実録・北陸やくざ戦争（2002年） - 三代目山王会若頭補佐 武田組組長 武田力也 役
- 実録・瀬戸内やくざ戦争 伊予路水滸伝（2003年） - 二代目大日本昭和会 剛誠会山浦組若頭補佐 野木敬喜 役
- 実録・北海道やくざ戦争 北海の挽歌（2003年） - 錦城会錦城一家総長 錦城雄大 役
- 新・空手バカ一代（2003年）

### テレビアニメ
- グラップラー刃牙（2001年） - アルテミス・リーガン 役 ※特別出演でアイキャッチにも登場する。
- SDガンダムフォース（2004年） - 破壊大将軍・破壊丸 役 ※サンリオのアトラクション内で上映されたアニメーションでモーションキャプチャも担当。

### 吹き替え
- 反則王（2002年、チャン〈チャン・ハンソン〉）
- セイブ・ザ・ワールド（2004年、ジェリー・ペイサー〈アルバート・ブルックス〉）※DVD特典として収録

### バラエティ
- 元祖!でぶや
- ロンドンハーツ
- バリキン7 賢者の戦略
- 人気者でいこう!

### 著書
- 『烈闘生 傷だらけの履歴書』幻冬舎 増補改訂版 1999年4月 共著：橋本真也・武藤敬司・蝶野正洋 ISBN 4-877287-22-1
- 『破壊から始めよう』（2001年9月、ダイヤモンド社）中谷彰宏との共著
- 『紙の破壊王 ぼくらが愛した橋本真也』（2005年10月、エンターブレイン）kamipro編集部編 、関係者インタビューを加えた生前の対談、インタビュー集
- 『紙の破壊王 ぼくらが愛した橋本真也 爆勝証言集』（2007年7月11日、エンターブレイン）kamipro編集部編